# Vila de Cruces
Vila de Cruces è un comune spagnolo di 6 475 abitanti situato nella comunità autonoma della Galizia.

## Amministrazione

### Gemellaggi
- Borgo Val di Taro